# Rupert Grint
Rupert Alexander Lloyd Grint (n. 24 august 1988, Harlow, Anglia, Regatul Unit) este un actor englez care a devenit celebru pentru rolul lui Ron Weasley, unul dintre cele trei personaje principale din seria Harry Potter. Grint a fost distribuit în rolul lui Ron Weasley la vârsta de 11 ani, după ce anterior jucase numai în piese de teatru organizate la școală și la cercul local de teatru. Din 2001 până în 2011, el a jucat în toate cele opt filme Harry Potter alături de Daniel Radcliffe (Harry Potter) și Emma Watson (Hermione Granger).
Începând din anul 2002, Grint a început să lucreze și în afara francizei Harry Potter, jucând unul din rolurile principale în Thunderpants⁠(d). A avut roluri în Driving Lessons⁠(d), o comedie-dramă lansată în 2006, și în Cherrybomb⁠(d), un film-dramă cu circulație limitată în 2010. Grint a jucat împreună cu Bill Nighy și Emily Blunt în comedia Wild Target⁠(d). Primul său proiect cinematografic de după sfârșitul seriei Harry Potter a fost filmul anti-război⁠(d) din 2012 Into the White⁠(d), în care a avut un rol secundar. În 2013, a fost lansat un nou film al lui Grint, CBGB⁠(d), el fiind distribuit apoi în noul serial CBS Super Clyde. Grint și-a făcut debutul pe scenă în Mojo⁠(d) a lui Jez Butterworth în octombrie 2013, la Harold Pinter Theatre⁠(d) din Londra.

## Primii ani de viață
Grint s-a născut în Harlow, Essex, Anglia, tatăl său fiind Nigel Grint (n. 1963), un negustor de suveniruri pe teme de curse automobilistice, și Joanne Grint (născută Parsons; n. 1967). Grint este cel mai mare dintre cinci frați. El a declarat că primul lui scop în viață a fost acela de a deveni vânzător de înghețată. A învățat la Richard Hale School⁠(d), în Hertford.
În școală, Grint a devenit foarte interesat de teatru. El a început să cânte în producții școlare și a intrat în Top Hat Stage and Screen School, un cerc de teatru care l-a distribuit în rolul unui pește în Arca lui Noe și al unui măgar într-o altă piesă de Crăciun. El a continuat să joace roluri la școală și după ce a trecut la ciclul secundar. Cu toate acestea, Grint nu a avut niciodată un rol ca actor profesionist înainte de seria Harry Potter.
După 16 ani, nu a mai mers la școală pentru a se concentra pe cariera de actor. „Nu mi-a plăcut școala foarte mult”, comenta actorul mai târziu.

## Cariera

### Harry Potter(2001-11)

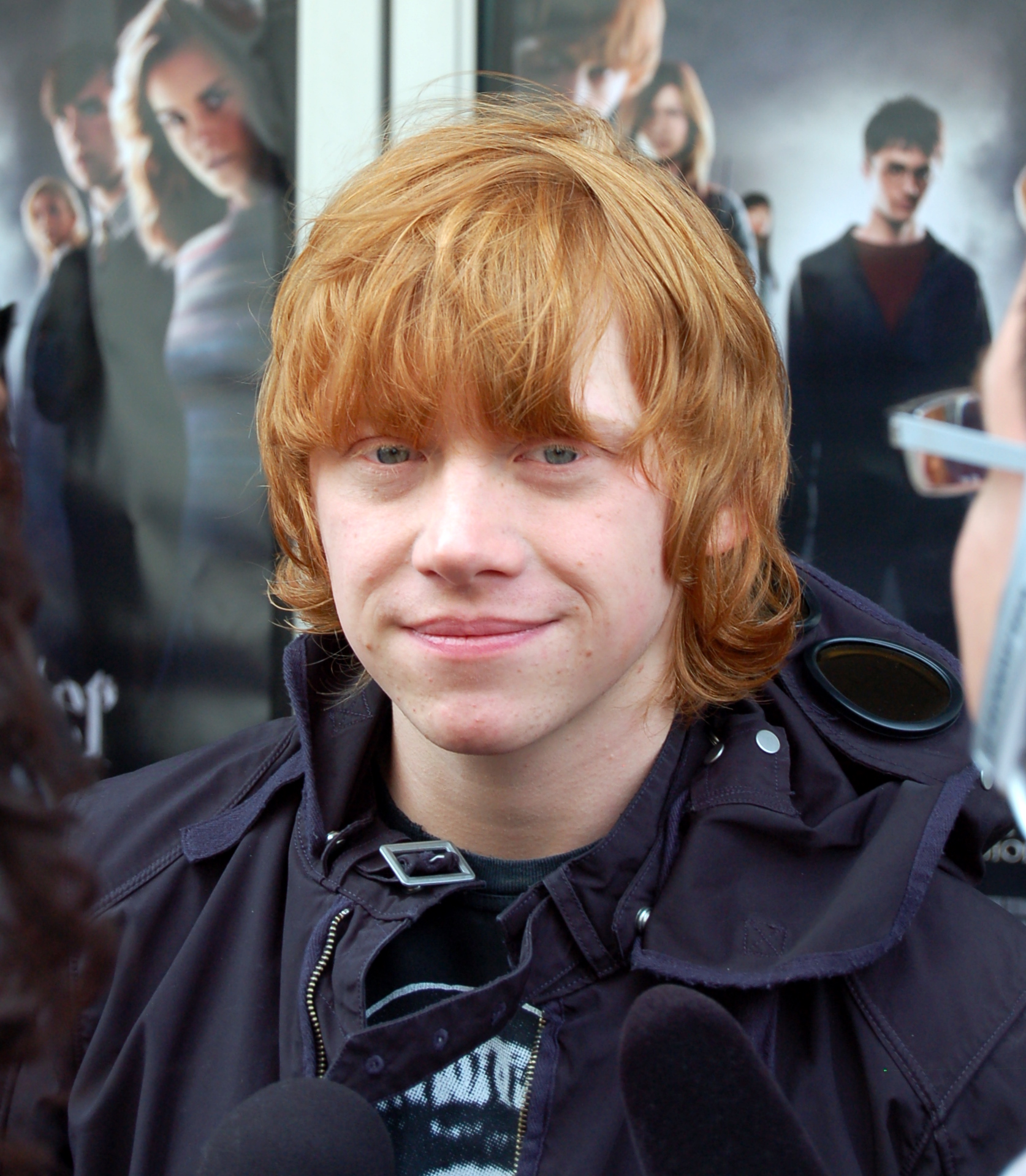
Grint în afara cinematografului la premiera din 2007 a filmului Harry Potter și Ordinul Phoenix în Toronto, Canada

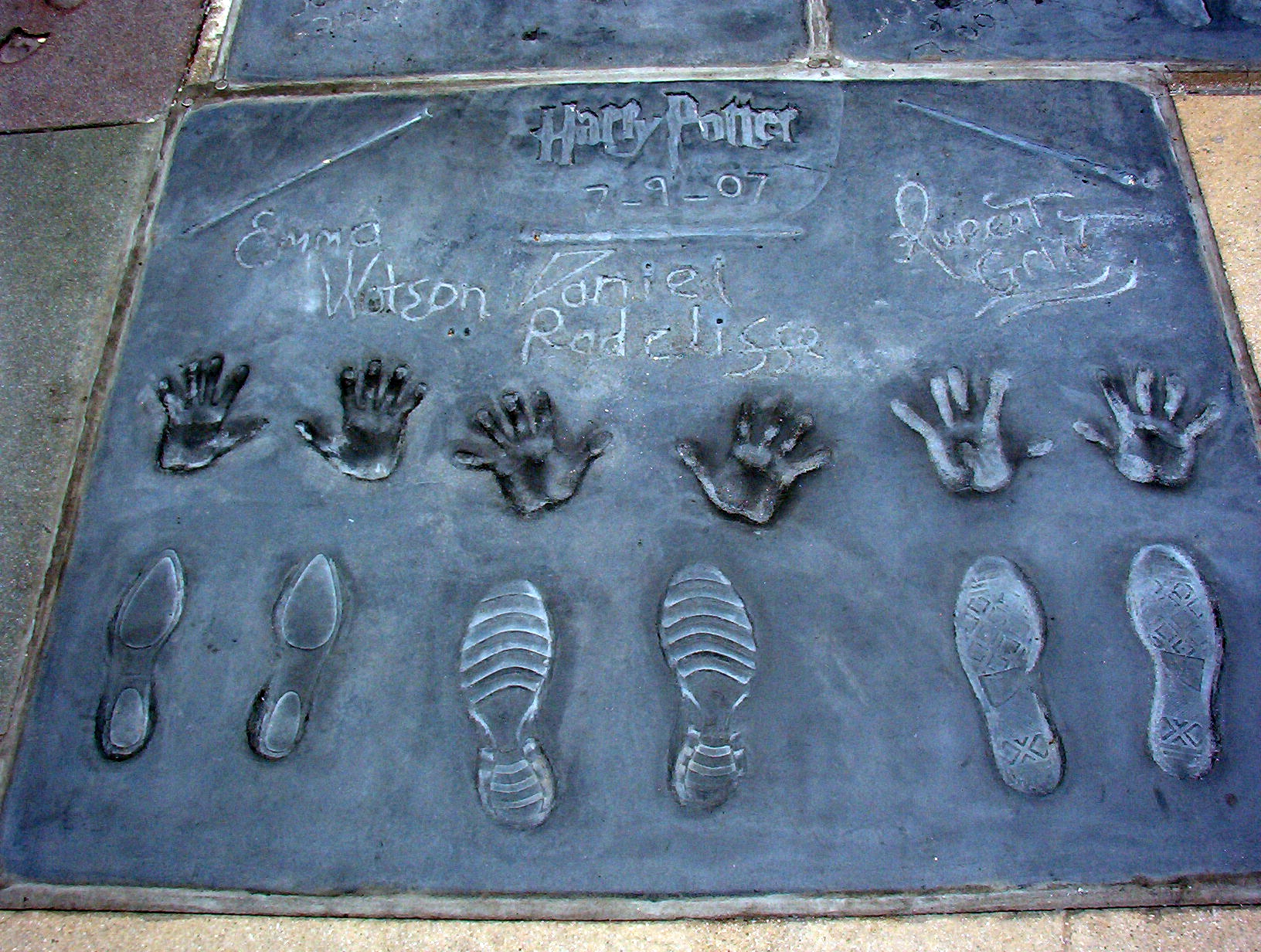
Urma palmelor, a piciorului și a (de la stânga la dreapta), Watson, Radcliffe, Grint

Începând din anul 2000, a început distribuția rolurilor pentru adaptarea cinematografică a romanului best-seller Harry Potter și Piatra Filozofală, scris de autoarea J. K. Rowling. Rowling personal a insistat ca actorii să fie britanici și i-a asistat pe Susie Figgis și pe regizorul Chris Columbus la distribuție. Grint a ales să dea probe pentru rolul protagonistului Ron Weasley, unul dintre cei mai buni prieteni ai lui Harry Potter de la Școala Hogwarts, și era un fan al seriei de cărți. După ce a citit un articol în Newsround despre casting, a trimis o filmare cu el cântând rap despre cum își dorea să primească rolul. Încercarea a reușit, echipa de casting cerând o întâlnire cu el. Pe 8 august 2000, Daniel Radcliffe, Emma Watson, și un Grint, care avea 11 ani, au fost selectați pentru a juca rolurile lui Harry, Hermione Granger și, respectiv, Ron. Grint este cel mai în vârstă membru al trioului. Lansarea filmului Harry Potter și Piatra Filozofală în 2001 a fost debutul lui Grint pe marele ecran. A depășit recordurile de vânzări în ziua și în weekendul premierei, și a fost cel mai bine vândut film din acel an. Cu un total de 974 de milioane de dolari în cinematografe, Piatra Filozofală a fost a doua cea mai de succes producție a seriei din punct de vedere comercial. Ea a fost extrem de bine primită, și a primit în principal recenzii pozitive din partea criticilor. Cu toate acestea, o serie de critici considerau că faptul că adaptarea este foarte fidelă cărții este și cea mai mare calitate, și cel mai mare defect al filmului. Grint a câștigat un premiu Satellite în categoria „Nou Talent  Remarcabil”, și un Young Artist Award⁠(d) pentru „cel mai promițător tânăr debutant”.
Un an mai târziu, Grint a jucat din nou rolul lui Ron în Harry Potter și Camera Secretelor (2002), a doua producție a seriei. Filmul a primit la început comentarii pozitive și criticilor, în general, le-a plăcut interpretarea actorilor principali. Atât Los Angeles Times cât și New York⁠(d) a observat că Grint și colegii lui se maturizaseră de la un film la celălalt, acesta din urmă arătând că Grint a devenit „mai competent”, și spunând că s-a simțit lipsa „ardorii amatoricești” pe care o aduseseră actorul și Watson în Piatra Filozofală. Harry Potter și Prizonierul din Azkaban (2004) a fost lansat pe 31 mai în Regatul Unit. În acest film, toate cele trei personaje gravitează în jurul pragului adolescenței, „și, deși par mai curajoși și mai capabili decât înainte, pericolele cu care se confruntă par mult mai grave și propria lor vulnerabilitate mai intensă.” Regizorul nominalizat la oscar Alfonso Cuaron a preluat regia pentru Prizonierul din Azkaban, care rămâne filmul Harry Potter cu cele mai mici încasări, cu 795 de milioane de dolari. Cu toate acestea, el a fost al doilea cel mai profitabil film din 2004, după Shrek 2. 

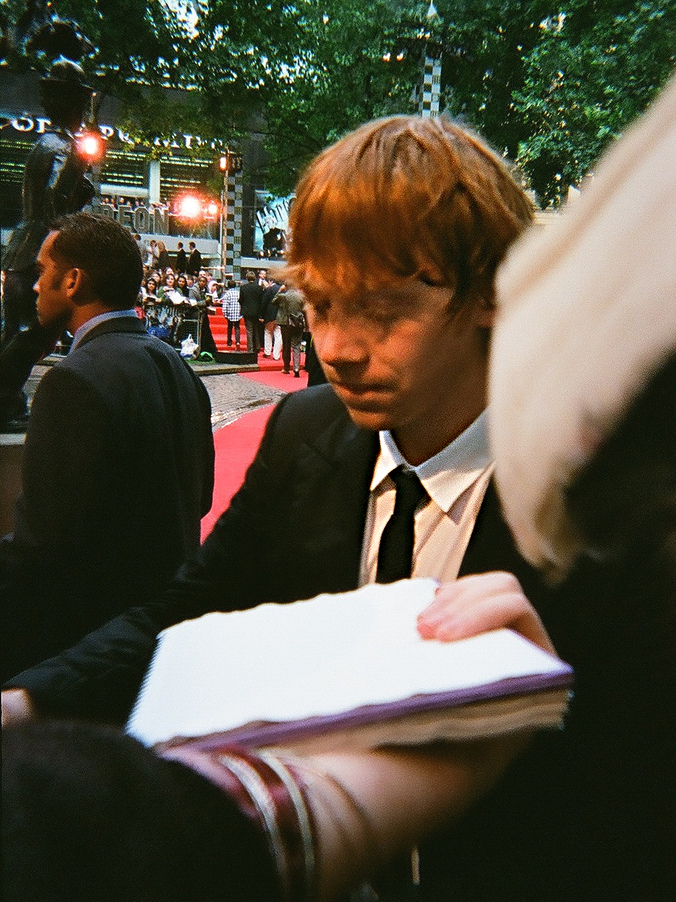
Grint dând autografe la la premiera filmului Harry Potter și prințul semipur din 2009

În 2005, Grint și-a reluat rolul său pentru cel de-al patrulea film din serie  –  Harry Potter și pocalul de foc. Spre deosebire de filmele anterioare, adaptarea a explorat elemente romantice și a inclus mai mult umor. Într-un interviu din 2005 acordat site-ului IGN, toți cei trei actori principali au identificat umorul ca motiv pentru succesul filmului. Acest proiect a fost regizat de Mike Newell⁠(d). Conform actorului, regizorul a fost „foarte zgomotos, nu se ferea să înjure, dar era foarte cool.” Pocalul de foc este ca una dintre cele mai recenzate filme din serie, și este remarcat pentru maturitatea și rafinamentul personajelor sale, și pentru acțiunea, scenariul și jocul actoricesc mai sumbre și mai complexe. Harry Potter și Ordinul Phoenix, cel de-al cincilea film din franciza Harry Potter, a fost lansat în 2007. Un mare succes financiar, Ordinul Phoenix a stabilit un record mondial în weekendul de deschidere, cu 394 milioane de dolari, depășind Spider-Man 3. Această intrare a fost regizată de un nou regizor, David Yates, care va continua să lucreze la toate filmele următoare.
Grint a declarat că regizorul mai relaxat a fost „foarte bun” și a contribuit la menținerea prospețimii materialului. Cum faima sa ca actor și a seriei în general a continuat, Grint și colegii săi din distribuția filmelor Harry Potter au fost invitați să-și lase urmele mâinilor, picioarelor și baghetelor⁠(d) în fața Grauman's Chinese Theater din Hollywood.
Pe 15 iulie 2009, a fost lansat al șaselea film al seriei, Harry Potter și Prințul semipur. Acesta a avut un succes financiar considerabil mai bun ca filmul anterior, stabilind noi recorduri de box office. În total, Prințul semipur a totalizat vânzări de bilete în valoare de 933 de milioane de dolari și rămâne și unul dintre filmele cele mai pozitiv recenzate din serie de către criticii de film, care au lăudat povestea, regia, imaginea, muzica și efectele vizuale „satisfăcătoare din punct de vedere emoțional”. Grint a observat o schimbare în Ron în acest film, remarcând cum caracterul său, la început nesigur, de multe ori trecut în plan secundar, a început să devină mai sigur și chiar să înceapă să-și arate o latură întunecată. Actorului i-a plăcut să personifice un Ron mai emoțional. Între 2009 și 2010, activitatea sa a primit trei nominalizări, inclusiv un premiu  – un Otto din partea revistei Bravo⁠(d).

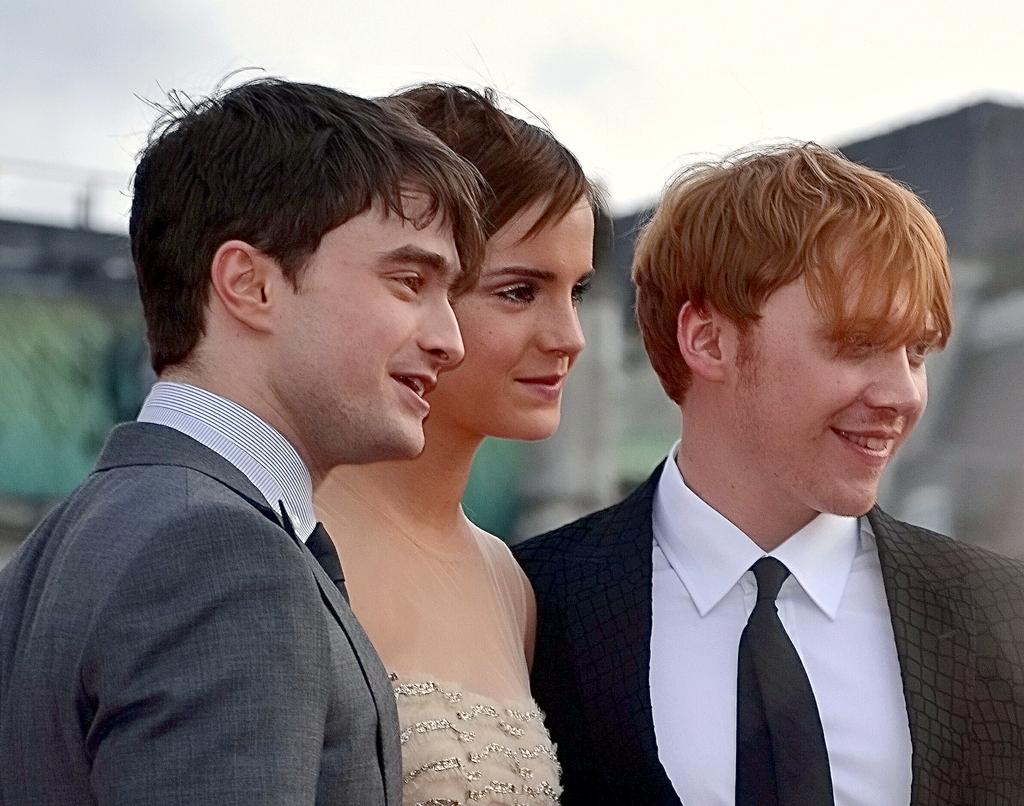
Radcliffe, Watson și Grint la premiera filmului Talismanele morții – Partea a 2-a de la Londra, iulie 2011

În ciuda succesului înregistrat de filmele anterioare, viitorul francizei a fost pus sub semnul întrebării, la un moment când niciunul din cei trei actori principali nu mai erau siguri că vor semna contractele pentru a-și continua rolurile în ultimele două filme. Cu toate acestea, în martie 2007, Grint acceptase să se întoarcă pentru ultimele filme. Din motive financiare și scenaristice, ultima carte a fost împărțită în două filme care au fost apoi turnate unul după altul, filmările încheindu-se în iunie 2010. După finalizarea ultimului film, el a spus: „literalmente a fost copilăria mea și dintr-o dată totul s-a redus la o singură scenă oarecare, cu noi sărind printr-un șemineu, și apoi s-a terminat. [...] Dar pentru că filmarea scenelor nu se face în ordine, de multe ori este ceva de genul «întoarce-te la stânga, traversează camera, bine, gata filmarea.» Și s-a terminat. [...] Da, e foarte ciudat. Pentru că, brusc, a fost totul gata, pur și simplu. A fost foarte emoționant pentru noi toți, să ne dăm seama că nu vom mai face asta.”
Harry Potter și talismanele morții – Partea 1 (2010) a fost lansat în luna noiembrie și a câștigat peste 950 milioane de dolari. A stabilit mai multe recorduri de box office și la deschidere a primit în cea mai mare parte recenzii favorabile. Rolul lui Ron i-a adus din nou lauda criticilor. Recenzând adaptarea în Slate, Dana Stevens a spus despre toți trei protagoniștii că au fost „minunați”. Deși a dat Talismanelor morții – Partea 1 un rating negativ, Joe Morgenstern de la publicația The Wall Street Journal a declarat că „Grint a crescut într-un actor abil, care cunoaște valoarea unei arderi mocnite”. Autorul Lou Lumenick de la New York Post a observat însă că atât Grint și cât și Radcliffe au cam obosit să tot joace aceleași personaje și s-a văzut în jocul lor. Prestația lui Grint i-a adus nominalizări la MTV Movie Awards și la National Movie Awards pentru cea mai bună luptă și Prestația Anului în 2011. Grint și-a reluat rolul pentru a opta oară, în Harry Potter și talismanele morții – Partea 2, ultimul film Harry Potter. Acest film l-a continuat pe anteriorul și a inclus multă acțiune, întrucât prima parte s-a concentrat mai mult pe dezvoltarea personajelor. Rupert, împreună cu tot filmul, a fost lăudat de critici: Ann Mosena de The Washington Post se întreba retoric „cine ar fi putut prezice că Radcliffe, Grint și Watson se vor dovedi a fi buni actori?”. Filmul a depășit mai multe recorduri de box office, inclusiv cea mai mare lansare la miezul nopții, cea mai mare primă zi de deschidere, și cel mai mare weekend de deschidere. Talismanele morții – Partea a doua este în prezent al 4-lea cel mai bine vândut film din toate timpurile, și al doilea dintre cele nerealizate de James Cameron, cu peste 1,3 miliarde de dolari la nivel mondial (imediat după |Răzbunătorii).
Autoarea cărților Harry Potter, J. K. Rowling, a ținut un discurs după ultima premieră mondială a filmului Harry Potter și Talismanele morții – Partea a doua pe 7 iulie 2011, la Londra. Ea a anunțat că există șapte actori importanți în seria Harry Potter, actori pe care ea i-a denumit „The Big Șapte” („Cei Șapte Mari”), enumerându-l pe Grint alături de Daniel Radcliffe, Emma Watson, Tom Felton, Matthew Lewis⁠(d), Evanna Lynch⁠(d) și Bonnie Wright.

### Alte producții (2002–prezent)
În 2002, Grint a jucat în primul său film din afara francizei Harry Potter, Thunderpants⁠(d), care se învârte în jurul lui Patrick (jucat de Bruce Cook), a cărui capacitate remarcabilă de flatulență îi aduce un post de astronaut. În acest film, Grint a jucat rolul principal al lui Alan, un băiat anosmic care este singurul prieten al lui Patrick. Acesta a fost în general ignorat de critici și de public deopotrivă. Cei mai mulți dintre criticii care au remarcat totuși Thunderpants nu au răspuns prea bine, scriind, de exemplu: „acest film ar trebui să proiectat în închisori, astfel încât deținuții să aibă un motiv bun să nu se mai întoarcă niciodată.” Un alt film în care a apărut a fost Driving Lessons⁠(d), o comedie-dramă, lansată în 2006, unde a jucat alături de Julie Walters⁠(d). Filmul a fost întâmpinat cu recenzii diverse de către critici, dar prestația sa în rolul unui adolescent reprimat a fost în general apreciată. „Grint, pe de altă parte, este o revelație”, care „dă dovadă de o naturalețe înnăscută amestecată cu carismă personală, care transformă ciudat creștin, potențial patetic, într-un tânăr plin de umor și plăcut – deși puțin ciudat”, scria Andre Soares în Alt Film Guide.
În iulie 2008, s-a anunțat că Grint-va juca în drama Cherrybomb⁠(d) cu Robert Sheehan⁠(d) și Kimberley Nixon⁠(d). Grint a găsit turnarea acestui film foarte diferită de filmele Harry Potter, deoarece a trebuit să se obișnuiască să filmeze câte peste zece scene pe zi. Personajul lui Grint  –  Malachy, un muncitor din Belfast  –  depune mari eforturi pentru a o impresiona pe fiica șefului lui, de care este îndrăgostit nebunește. Acest film, ca și următorul său proiect, au implicat roluri mai violente. În ciuda premierei din 2009 de la Festivalul Internațional de Film de la Berlin, filmul a fost inițial în imposibilitatea de a găsi un distribuitor. O campanie online a fanilor lui Grint a ajutat la perfectarea unei înțelegeri pentru distribuția în Regatul Unit în 2010.
Jonathan Lynn a regizat filmul Wild Target⁠(d), comedie thriller din 2010, în care Grint a jucat alături de Emily Blunt și Bill Nighy. Remake al filmului francez din 1993 Cible emouvante, Wild Target a fost realizat cu un buget de producție relativ mic, de 8 milioane de dolari. Chiar și așa, a fost un eșec comercial, câștigând doar 3,4 milioane de dolari. A primit și recenzii predominant negative în mass-media, care l-a criticat pentru dezonorarea filmului original și pierderea potențialulului comedic al actorilor, , Grint atrăgând însă și unele observații pozitive: „e frumos să -l vezi pe Rupert Grint jucând bine într-un rol, altul decât cel al lui Ron Weasley, și e clar că el are o carieră înaintea lui.”
În ianuarie 2011, Grint a avut un cameo în popularl serial de comedie al BBC Come Fly with Me⁠(d) cu duoul Matt Lucas⁠(d) și David Walliams (Little Britain⁠(d)). În martie 2011, Grint a fost distribuit în rolul principal dintr-un film norvegian anti-război⁠(d) cu buget mic Into the White⁠(d), regizat de Petter Næss⁠(d). Filmările au început în aprilie, iar proiectul, care a fost filmat la locație, a fost lansat în 2012. Into the White se bazează pe un incident real, care a avut loc la 27 aprilie 1940, când bombardierul pilotului german din Luftwaffe Horst Schopis este doborât la Grotli de un avion de vânătoare britanic, care apoi a aterizat forțat. Cei câțiva membri germani și britanici ai echipajului găsesc acolo adăpost din întâmplare în timpul iernii aspre.

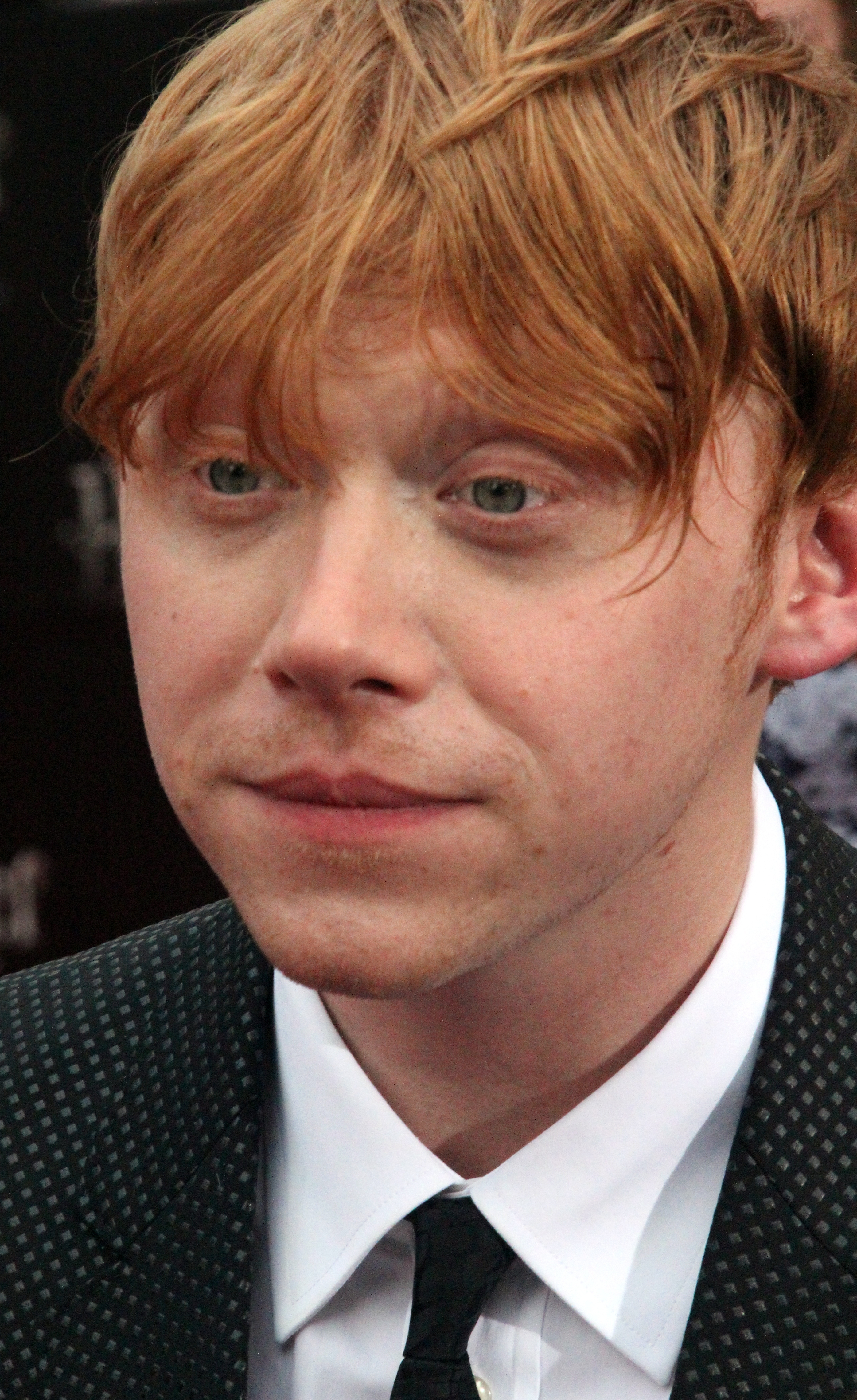
Grint la premiera filmului Harry Potter și Talismanele morții – Partea 2, în iulie 2011

În august 2011, Grint a făcut o ședință foto cu prietenul său și colegul din filmele Harry Potter Tom Felton la Los Angeles pentru colecția de toamnă/iarnă a casei de moda Band of Outsiders. În septembrie 2011, s-a anunțat că Grint va fi vocea unui personaj din adaptarea cinematografică a serialului TV Postman Pat⁠(d) împreună cu David Tennant, Stephen Mangan⁠(d) și Jim Broadbent; filmul a fost lansat în mai 2014. Grint apare și în videoclipul pentru cântecul lui Ed Sheeran „Lego House⁠(d)”, videoclip lansat pe 20 octombrie 2011.
În martie 2012 a fost lansată reclama TV „Visit Britain”, în care apare Grint, alături de Julie Walters⁠(d), Michelle Dockery⁠(d) și Stephen Fry. Reclama promovează vacanțele în țară pentru britanici.
Pe 14 martie 2012, Variety a raportat că Grint a fost distribuit alături de Chloë Grace Moretz în The Drummer, un film biografic despre bateristul Dennis Wilson⁠(d) de la Beach Boys. În aceeași zi, Hollywood Reporter a confirmat acest lucru și a anunțat că filmarea este programată să înceapă pe 15 iunie 2012, în California și Savannah, Georgia
Pe 25 iulie 2012, Grint a purtat torța olimpică pentru în timpul ștafetei Torței Olimpice⁠(d), pentru ediția din 2012 a Jocurilor Olimpice de Vară de la Londra. În interviuri, Rupert a spus BBC News că a fost o experiență „copleșitoare” de care speră să-și amintească pentru totdeauna, și The Daily Telegraph că „ a fost uimitor, a fost tare copleșitor. E o onoare să iau o parte. Sunt foarte mândru.”
În octombrie 2012, Grint a narat We Are Aliens, un film de 25 de minute pentru Planetariul 3D Fulldome despre posibilitatea existenței vieții inteligente în Univers.
Pe 13 februarie 2013, Live Feed al The Hollywood Reporter a anunțat că Grint va juca într-un show de televiziune CBS intitulat Super Clyde. „Grint va juca rolul titular din Clyde, dulcele și bine-intenționatul, dar ușor nevroticul băiat care nu simte niciodată la locul lui. Avid cititor de benzi desenate, el se consideră pe sine însuși un agorafob cu probleme de anxietate de la ușoare la severe, care își dorește să fie super-erou. Când Clyde moștenește o proprietate care îi aduce 100.000 de dolari pe lună de la excentricul său Unchi Bill, mort demult, el hotărăște că banii vor fi super-puterea lui secretă și că se va folosi de ei numai pentru bine și pentru răsplătirea celor buni la suflet.”
În iulie 2013, s-a confirmat că Grint va debuta pe scenă în a doua campanie a comediei negre Mojo de  Jez Butterworth, în care joacă rolul lui Sweets, care ia amfetamine ca pe Smarties și joacă un rol dublu, plin de comic. Grint a jucat alături de actorii Brendan Coyle⁠(d), Ben Whishaw și Daniel Mays⁠(d) în această piesă bazată pe evenimente reale, care a fost reprezentată între 26 octombrie 2013 și 8 februarie 2014 la Harold Pinter Theatre⁠(d) din Londra. El a câștigat Premiul WhatsOnStage⁠(d) pentru cel mai bun debutant la Londra pentru rolul său în această piesă.
În septembrie 2013, The Hollywood Reporter a confirmat că, într-o adaptare a piesei Macbeth cu titlul Enemy of Man, Grint va juca împreună cu Sean Bean, Charles Dance, Jason Flemyng⁠(d), James D'Arcy, Neil Maskell⁠(d) și Joe Gilgun⁠(d), în regia lui Vincent Regan⁠(d). Filmarea producției era prevăzută să înceapă în ianuarie 2014, în Regatul Unit.
În iunie 2014, s-a anunțat că Grint va debuta pe Broadway în rolul lui Frank Finger în piesa It's Only a Play⁠(d) la Teatrul Gerald Schoenfeld, alături de Matthew Broderick, Nathan Lane, Stockard Channing⁠(d), și Megan Harvath⁠(d). Prima apariție a lui Grint în această piesă a avut loc la 28 august 2014, iar ultima sa performanță a fost pe 4 ianuarie 2015.

## Viața personală
Grint este implicat în acte de caritate. El a donat obiecte, cum ar fi haine, la licitații de caritate, și a participat și la Wacky Rally în 2010 cu James și Oliver Phelps⁠(d), unde a strâns bani pentru Royal National Lifeboat Institution⁠(d) din Regatul Unit. El a fost unul dintre cei peste patruzeci de participanți care au propus designuri pentru Chrysalis Collection pentru Keech Hospice din Londra. Piesa lui, un fluture pictat, a fost scoasă la licitație pe eBay.com în luna martie 2010.
În mai 2011, alături de alte celebrități, Grint a luat parte la campania de publicitate pentru „Make Mine Milk” pentru a promova consumul zilnic de lapte. Reclamele sale au putut fi văzute pe mii de autobuze și pe postere din Regatul Unit. Grint sprijină, începând cu 2011, Little Star Award, care la rândul său susține Cancer Research UK, alături de Leona Lewis, printre alții. „Cred că e minunat că Cancer Research UK ajută să aducă un pic de magie în viața copiilor în acest fel”, spunea Grint.
Grint este rezervat cu viața lui personală, dar a fost confirmat în octombrie 2014 că este într-o relație.

## Filmografia

### Film
| An   | Titlu                                         | Rol                 | Note    |
| ---- | --------------------------------------------- | ------------------- | ------- |
| 2001 | Harry Potter and the Philosopher's Stone      | Ron Weasley         |         |
| 2002 | Harry Potter and the Chamber of Secrets       | Ron Weasley         |         |
| 2002 | Thunderpants                                  | Alan A. Allen       |         |
| 2004 | Harry Potter and the Prisoner of Azkaban      | Ron Weasley         |         |
| 2005 | Harry Potter and the Goblet of Fire           | Ron Weasley         |         |
| 2006 | Driving Lessons                               | Ben Marshall        |         |
| 2007 | Harry Potter and the Order of the Phoenix     | Ron Weasley         |         |
| 2009 | Harry Potter and the Half-Blood Prince        | Ron Weasley         |         |
| 2010 | Cherrybomb                                    | Malachy McKinney    |         |
| 2010 | Wild Target                                   | Tony                |         |
| 2010 | Harry Potter and the Deathly Hallows – Part 1 | Ron Weasley         |         |
| 2011 | Harry Potter and the Deathly Hallows – Part 2 | Ron Weasley         |         |
| 2012 | Into the White                                | Gunner Robert Smith |         |
| 2013 | Charlie Countryman                            | Carl                |         |
| 2013 | CBGB                                          | Cheetah Chrome      |         |
| 2013 | The Unbeatables                               | Amadeo              | Voce    |
| 2014 | Postman Pat: The Movie                        | Josh                | Voce⁠(d) |
| 2015 | Enemy of Man                                  | Rosse               |         |
| 2015 | Moonwalkers                                   | Jonny               |         |

### Televiziune
| An   | Titlu                     | Rol                                             | Note                                                     |
| ---- | ------------------------- | ----------------------------------------------- | -------------------------------------------------------- |
| 2005 | Happy Birthday, Peter Pan | Peter Pan (voce)                                | Documentar TV special                                    |
| 2010 | Come Fly with Me⁠(d)       | El însuși                                       | Serial de mockumentare produs de BBC One, doar un episod |
| 2012 | American Dad!             | Liam (voce)                                     | „American Dad!, season 9⁠(d)”                             |
| 2012 | Top Gear                  | El însuși                                       | Star in a reasonably priced car                          |
| 2013 | Super Clyde               | Clyde                                           | Pilot (lansat online de CBS)                             |
| 2016 | Tracey Ullman's Show⁠(d)   | El însuși                                       | 1 episod                                                 |
| 2016 | Artistul                  | August "Gusti" Kubizek                          | Miniserie (Sky Arte)                                     |
| 2017 | Sick Note                 | Daniel Glass                                    | Serial (Sky Atlantic)                                    |
| 2017 | Snatch                    | Charlie Cavendish                               | Serial (Sony Pictures Television)                        |
| 2017 | Urban Myths               | August Kubizek (Colegul de cameră al lui Adolf) | „Adolf Artistul” (Episod)                                |
| TBA  | Imperial City             | (rol principal)                                 | Pre-producție                                            |

- Agatha Christie: ucigașul ABC (2018) - Inspector Crome

### Teatru
| An   | Titlu               | Rolul        | Note                                                            |
| ---- | ------------------- | ------------ | --------------------------------------------------------------- |
| 2013 | Mojo⁠(d)             | Sweets       | Producție de scenă la Harold Pinter Theatre⁠(d), Londra          |
| 2014 | It's Only a Play⁠(d) | Frank Finger | Producție de scenă la Teatrul Gerald Schoenfeld⁠(d), pe Broadway |

### Muzică
| An   | Titlu                 | Format            | Note                                             |
| ---- | --------------------- | ----------------- | ------------------------------------------------ |
| 2011 | „Lego House”          | Videoclip muzical | Cântec al cantautorului englez Ed Sheeran        |
| 2012 | „Over the Rainbow”    | Cântec            | În Alb coloana Sonora                            |
| 2014 | „Struck by Lightning” | Cântec            | Coloana sonoră a filmului Postman Pat: The Movie |

### Alte roluri
| An   | Titlu          | Rol        | Note                             |
| ---- | -------------- | ---------- | -------------------------------- |
| 2003 | Baggy Trousers | Molesworth | Serial BBC Radio 4⁠(d)            |
| 2012 | We Are Aliens  | Narator    | Show al National Space Centre⁠(d) |

## Premii și nominalizări
| An   | Distincție                                             | Categorie                                                                                           | Film                                          | Rezultat     |
| ---- | ------------------------------------------------------ | --------------------------------------------------------------------------------------------------- | --------------------------------------------- | ------------ |
| 2002 | Satellite Award                                        | Outstanding New Talent                                                                              | Harry Potter și piatra filosofală             | Câștigat     |
| 2002 | Young Artist Award⁠(d)                                  | Cel mai promițător debut                                                                            | Harry Potter și piatra filosofală             | Câștigat     |
| 2002 | Young Artist Award⁠(d)                                  | Cel mai bun ansamblu într-un lung-metraj (Împreună cu Emma Watson și Tom Felton)                    | Harry Potter și piatra filosofală             | Nominalizare |
| 2006 | 2006 MTV Movie Awards⁠(d)                               | Cea mai bună echipă pe marele ecran⁠(d)(împreună cu Daniel Radcliffe și Emma Watson)                 | Harry Potter și pocalul de foc                | Nominalizare |
| 2007 | National Movie Award⁠(d)                                | Cel mai bun rol masculin                                                                            | Harry Potter și Ordinul Phoenix               | Nominalizare |
| 2009 | Portrait Choice Award                                  | Cel mai bun rol masculin de film                                                                    | Harry Potter și prințul semipur               | Nominalizare |
| 2009 | 2009 Scream Awards⁠(d)                                  | Cel mai bun actor în rol secundar                                                                   | Harry Potter și prințul semipur               | Nominalizare |
| 2009 | 2009 Scream Awards⁠(d)                                  | Cel mai bun ansamblu                                                                                | Harry Potter și prințul semipur               | Câștigat     |
| 2010 | BBC Radio 1 Teen Awards                                | Cel mai bun actor britanic                                                                          | Harry Potter și prințul semipur               | Nominalizare |
| 2010 | Otto Award                                             | Movie Star                                                                                          | Harry Potter și prințul semipur               | Câștigat     |
| 2010 | 36th People's Choice Awards⁠(d)                         | Echipa Favorită                                                                                     | Harry Potter și prințul semipur               | Nominalizare |
| 2011 | National Movie Awards⁠(d)                               | Prestația Anului                                                                                    | Harry Potter și talismanele morții – Partea 1 | Nominalizare |
| 2011 | 2011 MTV Movie Awards⁠(d)                               | Cea mai bună luptă⁠(d) (Împreună cu Daniel Radcliffe, Emma Watson, Arben Bajraktaraj⁠(d) și Rod Hunt) | Harry Potter și talismanele morții – Partea 1 | Nominalizare |
| 2011 | 2011 Scream Awards⁠(d)                                  | Cel mai bun actor în rol secundar                                                                   | Harry Potter și talismanele morții – Partea 1 | Nominalizare |
| 2011 | BBC Radio 1 Teen Awards                                | Cel mai bun actor britanic                                                                          | Harry Potter și talismanele morții – Partea 2 | Câștigat     |
| 2011 | IGN Summer Movie Awards                                | Cea mai bună distribuție de ansamblu                                                                | Harry Potter și talismanele morții – Partea 2 | Nominalizare |
| 2011 | San Diego Film Critics Society Award⁠(d)                | Cea mai bună prestație a unui ansamblu                                                              | Harry Potter și talismanele morții – Partea 2 | Câștigat     |
| 2011 | Washington D.C. Area Film Critics Association Award⁠(d) | Cel mai bun ansamblu                                                                                | Harry Potter și talismanele morții – Partea 2 | Nominalizare |
| 2012 | 38th People's Choice Awards⁠(d)                         | Ansamblul Favorit                                                                                   | Harry Potter și talismanele morții – Partea 2 | Câștigat     |
| 2012 | 38th People's Choice Awards⁠(d)                         | Vedeta Favorită (sub 25 de ani)                                                                     | Harry Potter și talismanele morții – Partea 2 | Nominalizare |
| 2012 | 2012 MTV Movie Awards⁠(d)                               | Cel mai bun sărut⁠(d) (cu Emma Watson)                                                               | Harry Potter și talismanele morții – Partea 2 | Nominalizare |
| 2012 | 2012 MTV Movie Awards⁠(d)                               | Cea mai bună distribuție⁠(d) (Împreună cu Daniel Radcliffe, Emma Watson și Tom Felton)               | Harry Potter și talismanele morții – Partea 2 | Câștigat     |
| 2014 | WhatsOnStage Awards⁠(d)                                 | Cel mai bun debut pe scena londoneză                                                                | Mojo⁠(d)                                       | Câștigat     |